# Sant Joan de Benviure
Sant Joan de Benviure és una obra del municipi de Castellbisbal (Vallès Occidental) protegida com a bé cultural d'interès local. Es tracta de les escasses restes de l'ermita, de planta rectangular.